# Takaaki Suzuki
Takaaki Suzuki (japanisch 鈴木 孝明 Suzuki Takaaki; * 7. Oktober 1981 in der Präfektur Shizuoka) ist ein ehemaliger japanischer Fußballspieler.

## Karriere
Suzuki erlernte das Fußballspielen in der Universitätsmannschaft der Universität Tsukuba. Seinen ersten Vertrag unterschrieb er 2005 bei Sagan Tosu. Der Verein spielte in der zweithöchsten Liga des Landes, der J2 League. Für den Verein absolvierte er 68 Ligaspiele. 2007 wechselte er zum Ligakonkurrenten Mito HollyHock. Für den Verein absolvierte er 17 Ligaspiele. Ende 2007 beendete er seine Karriere als Fußballspieler.